# Gérard La Forest
Gérard La Forest, né le 1er avril 1926 à Grand-Sault au Nouveau-Brunswick et mort le 12 juin 2025, est un avocat canadien. Il est juge puîné de la Cour suprême du Canada, du 16 janvier 1985 au 30 septembre 1997. En 2000, il est nommé membre de l'Ordre du Canada.

## Biographie
Gérard Vincent La Forest naît le 1er avril 1926 à Grand-Sault au Nouveau-Brunswick. Il étudie d'abord à l'Université Saint-Francis-Xavier avant d'aller étudier le droit à l'Université du Nouveau-Brunswick d'où il est diplômé d'un Bachelor of Civil Law en 1949. La même année, il entre au Barreau du Nouveau-Brunswick en 1949.
Par la suite, il reçoit la bourse Rhodes et étudie au St John's College de l'université d'Oxford d'où il est diplômé d'un baccalauréat universitaire ès lettres en 1951 et d'une maîtrise universitaire ès lettres en 1956. De plus, de 1952 à 1955, il travaille au ministère de la Justice du Canada en tant que conseiller juridique. En 1956, il commence à enseigner à l'Université du Nouveau-brunswick. Ensuite, il étudie à l'université Yale d'où il reçoit un Master of Laws (LL.M) en 1965 et un Doctor of Laws (LL.D) en 1966.
En 1968, il est nommé conseiller de la reine. La même année, il est devenu le doyen de la faculté de droit de l'Université de l'Alberta. De 1970 à 1974, il retourne travailler avec le gouvernement fédéral. En 1975, il est nommé membre de la Société royale du Canada. Par la suite, il est membre d'une commission de la réforme du droit au Canada jusqu'en 1979. C'est alors qu'il retourne enseigner à l'Université d'Ottawa.
En 1977, suivant l'élection du Parti québécois qui est souverainiste l'année précédente, l'Association du Barreau canadien met sur pied un comité sur la constitution et Gérard La Forest en devient le directeur exécutif.
En 1981, il est nommé juge à la Cour d'appel du Nouveau-Brunswick. Puis, le 16 janvier 1985, il est nommé juge puîné à la Cour suprême du Canada. Il occupe cette fonction jusqu'au 30 septembre 1997. En 2000, il est nommé compagnon de l'Ordre du Canada.
Gérard La Forest meurt le 12 juin 2025 à l'âge de 99 ans.

## Approches en droit constitutionnel

### Déférence judiciaire dans le débat sur la légitimité du contrôle judiciaire
Le juge Gérard La Forest est un défenseur de la théorie de la déférence judiciaire envers le législateur dans le débat concernant la légitimité du contrôle judiciaire. Au paragraphe 315 du Renvoi relatif à la rémunération des juges de la Cour provinciale de l'Île-du-Prince-Édouard, il affirme que : « Le contrôle judiciaire n’est donc politiquement légitime que dans la mesure où il met en jeu l’interprétation d’un document constitutionnel qui fait autorité. Dans ce sens, il s’apparente à l’interprétation des lois. Dans chaque affaire, le rôle du tribunal consiste à deviner l’intention ou l’objet du texte tel que l’a exprimé le peuple au moyen du mécanisme du processus démocratique ».

### Théorie du coût politique de la clause nonobstant
Le juge La Forest aurait été l'un des premiers à formuler la théorie du coût politique de la clause nonobstant en 1983. Il est d'avis que la disposition de dérogation sera peu invoquée en raison de la popularité de la Charte canadienne des droits et libertés. 

« À mon avis, cette disposition sera rarement invoquée, parce qu'il est, politiquement parlant, très peu populaire de faire des déclarations à l'encontre de la Charte. C'est d'ailleurs ce qui s'est produit au sujet de la Déclaration canadienne des droits et de la Charte des droits et libertés de la personne du Québec. Je sais bien que le Québec a tenté de soustraire toutes ses lois à la Charte, mais cela s'est fait dans le contexte d'une situation politique transcendante qui ne porte pas fondamentalement sur des questions de droits de la personne. »

Il reconnaît du même coup que cette théorie peut souffrir d'une exception au Québec en raison de la situation politique particulière de la province.

## Voir auussi